# Glitter in the Air
«Glitter in the Air» (рус. Блёстки в воздухе) — это песня американской артистки Pink с её пятого студийного альбома Funhouse. Она была выпущена шестым синглом с альбома по всему миру, а также седьмым синглом в Австралии. Написанная Pink и Билли Манном, «Glitter in the Air» — это поп-баллада с мягким фортепианным аккомпанементом. Песня о силе любви и прохождение препятствий в доверии, используя различные метафоры. «Glitter in the Air» получила смешанные оценки от современных критиков, некоторые назвали её лучшим вокальным исполнением с Funhouse, в то время как другие критики назвали её балладой-клише.
«Glitter in the Air» дебютировала 18 строкой и 13 в США и Канаде соответственно. В США она попала в чарт в пятерке синглов с одного альбома вBillboard Hot 100. «Glitter in the Air» была исполнена Pink на Funhouse Tour 2009 года, одетая в боди и делала акробатические трюки на воздушной ленте. Она также исполнила песню на 52nd Grammy Awards. За выступление она получила овации стоя и была расхвалена СМИ.

## Предпосылка и написание
«Glitter in the Air» — это поп-баллада, написанная Pink в соавторстве и с её продюсером Билли Манном. Песня музыкально похожа на другую балладу с Funhouse «I Don't Believe You» так как обе содержат мягкое пианинное звучание и струнный аккомпанемент. Согласно опубликованным нотным тетрадям на musicnotes.com EMI Music Publishing, «Glitter in the Air» сочинена в Фа мажоре, с темпом 100 ударов в минуту. Вокал Pink колеблется в диапазоне от высокотональной Фа 3 до низкотональной Си♭4. Некеса Мумби Муди из Associated Press прокомментировал, что песня хоть и не отражает силу вокала Pink, «её голос все равно мощен, полон боли и страдания, которое может любой почувствовать». Слова «Glitter in the Air» говорят о силе любви и прохождении препятствий в доверии. Эван Соди из PopMatters сказал, что песня «размышляет над простыми радостями жизни и просто наслаждается как таковыми».

## Отзывы критиков
Эван Соди из PopMatters сказал: «Из всех баллад, даже, со спокойным фортепианным звучанием „Glitter in the Air“ больше всех остается в выигрыше, не перегибая палку, оставляя приятное чувство, не уступающее слащавым изяществам (вспоминая песню Джейсона Роберта Брауна без заносчивого вокала). Это самый сладкозвучный момент на всем диске, но она успешна лишь только потому, что самая легкая песня с альбома». Крэйг Эмондс из The South End заявил, что в то время, как «у каждой песни есть потенциал преуспеть и быть весьма приятной, […] вокал Pink силен и особенно блистает в балладе „Glitter In The Air“.» Некеса Мумби Муди из Associated Press сказал : «То, что делает песню настолько трогательной, так это то, что несмотря на все страдания, не кажется, что она боится пройти снова препятствие в доверии». Джастин Пэчеко из The Good 5 Cent Cigar сравнил её с «I Don’t Believe You», сказав: «она иллюстрирует энергичную балладу […] и кажется было бы уместно, если бы она была спета другой поп-певицей. 'Glitter in the Air' — это очередная значительная поп-баллада с теми же строками». Патрик Ферруччи из New Haven Register прокомментировал её в обзоре альбома так: «Она действительно немного слабовата, хотя имеет корни от таких мелодий как „Mean“ и „It’s All Your Fault“ до „Please Don't Leave Me“ и „Glitter in the Air“.» Он также добавил, что высокие оценки с Funhouse были у 4-х треков, продюсированных Максом Мартином. Джонатан Киф из Slant Magazine заявил, что одна из самых больших проблем в Funhouse было написание песни, сказав: «„Glitter in the Air“, с его эмо-переходом „И называешь меня сладкой…“, вычурна с его избитым выражением».

## Появление в чарте
«Glitter in the Air» был доставлен в цифровом формате на радио radio как новый сингл записывающего сингла, после нескольких с выступления на Grammy Awards. 11 февраля 2009 песня дебютировала 18 строкой в Billboard Hot 100, с продажами более 114,000 единиц. Она стала пятым синглом в чарте с Funhouse в США, самым чартовым синглом с её альбома. На той же неделе она дебютировала 13 строкой в Canadian Hot 100.

## Выступления вживую
«Glitter in the Air» была исполнена Pink в Funhouse Tour 2009 года. После первого выступления на бис «Get the Party Started» с Missundaztood, она вернулась на сцену, одетая в чёрную мантию, в то время как блестки падали с потолка. Pink пела в то время, как приближалась к центру подиума, и сняла мантию, чтобы облачить белое трико. Три акробатки были завернуты в блестящие ленты. Её подняли в воздух и подбросили в воздухе и закрутили. Под ней акробатки исполнила, согласно Джону Пэрелесу из The New York Times, «медленные геометрические позы из Cirque du Soleil». Потом её опустили в резервуар с водой и подняли снова в воздух, прежде, чем её опустили в конце выступления. Майкл Менэкем из Billboardпрокомментировал: «Когда Pink наконец приземлилась, она продолжила петь с помпезностью, хотя весь спектакль не был таким изнурительным. Если оставшаяся часть показа еще не доказала, что у Pink один из самых лучших поп-рок голосов—и самые беззастенчивые движения—её поколения звезд, это финальный момент точно сделал это!».
31 января 2010 Pink исполнила песню на 52nd Grammy Awards в той же манере. Она начала выступление, выходя в белой шелковой мантии, стоя на фоне из электрических голубых экранов. Она спустилась в проход и сняла мантию, чтобы показать своё боди. Aпосле того, как её опустили в резервуар с водой, Pink продолжила крутиться и разбрызгивать воду во все стороны, а потом окончательно опустилась на сцену. Зрители аплодировали ей стоя. Выступление было расценено многими СМИ как лучшая церемония. Гленн Гамбоа из Newsday прокомментировал: «С её ошеломляющей выступлением на Grammy с 'Glitter in the Air,' Pink доказала, что вам не нужно шокировать или быть у всех на слуху. Вас просто должно это поразить». За неё также проголосовали в опросе читателей на MTV.com как лучшее выступление ночи. Собственный корреспондент Кайли Андерсон сказал: «Несложно понять почему её акробатическое выступление 'Glitter in the Air' визуально не было столько пышным, сколько технически впечатляющим — она продолжала петь даже тогда, когда она крутилась в воздухе». Pink позже объяснила, что она чуть ли не упала во время исполнения песни, сказав: «Когда я делала это в туре, надо мной не было софитов. Там же были софиты, таким образом это практически превратилось в один сплошной источник света, и я даже немного провернулась. Я думала… что упаду на голую задницу. Но я выкрутилась».

## Список композиций
| - Digital download 1. «Glitter in the Air» — 3:47 - Live At the 52nd Annual Grammy Awards 1. «Glitter in the Air (Live At the 52nd Annual Grammy Awards)» — 5:11 2. «Glitter in the Air (Live)» — 5:11 | - Digital single 1. «Glitter in the Air» — 3:46 2. «Glitter in the Air (Live From Australia)» — 5:15 |

## Чарты
| Чарт                           | Наивысшая позиция |
| ------------------------------ | ----------------- |
| Canadian Hot 100               | 13                |
| U.S. Billboard Hot 100         | 18                |
| U.S. Billboard Adult Pop Songs | 15                |